# Palazzo Nesci

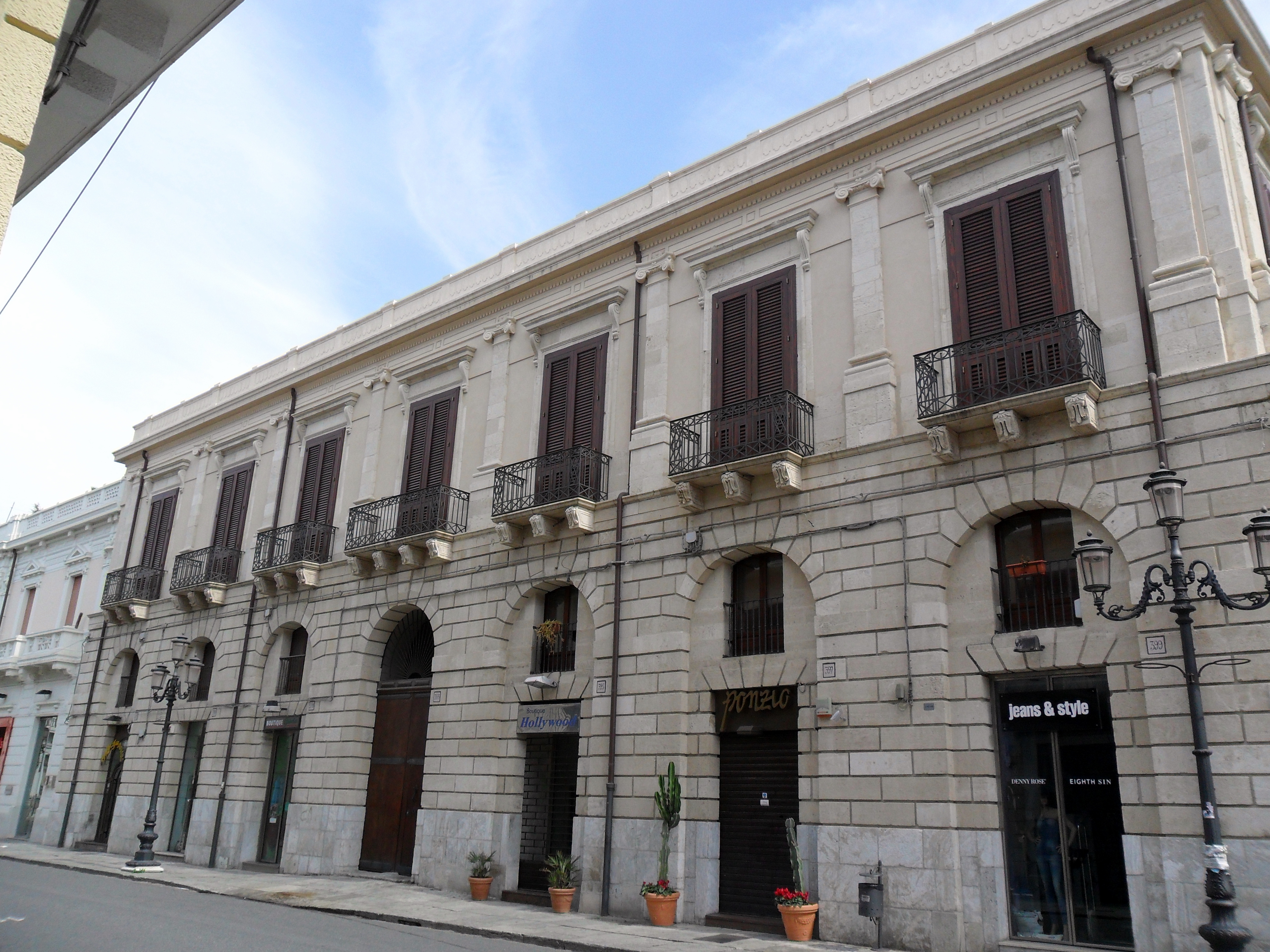
Palazzo Nesci in Reggio Calabria

Der Palazzo Nesci ist ein klassizistischer Palast aus den 1820er-Jahren im historischen Zentrum von Reggio Calabria in der italienischen Region Kalabrien. Er bedeckt einen Teil des Blocks an der Ecke des Corso Giuseppe Garibaldi und der Via Valentino. Es handelt sich dabei um das einzige Gebäude am Corso Giuseppe Garibaldi, das das Erdbeben von 1908 überlebt hat.

## Geschichte
Das Gebäude wurde 1824 unter der Leitung des Bauingenieurs Porchi aus Reggio Calabria errichtet. Nach dem Erdbeben von 1783 verlieh Moris Plan des Wiederaufbaus der Stadt neue Linien zur Schaffung des Corso Borbonico (heute Corso Giuseppe Garibaldi). Heute gehört der Palast der Familie Nesci, aber ursprünglich war er die Residenz der Adelsfamilie Melissari und lag an dem Platz, wo die heute nicht mehr existierende Kathedrale der Byzantiner lag. Dank seines Baus aus Steinmauern mit erhöhter Dicke, seiner Verstärkungen mit Holz und seines tragenden Skeletts von starker und widerstandsfähiger Tragfähigkeit, das – wie ein menschliches Skelett – in den Mauern versenkt ist, widerstand der Palast fast vollständig den Kräften des Erdbebens von 1908. Die Schäden beschränkten sich auf den Einsturz einiger Decken im obersten Stockwerk. Im Jahr darauf setzte der Bürgermeister Giuseppe Valentino im Rahmen der Ausarbeitung der neuen Norm für erdbebensichere Bauweise einen Mindestabstand der Gebäude vom Meer und eine maximale Höhe fest. Der Adelspalast hatte ein Stockwerk mehr, als die neue kommunale Vorschrift erlaubte. So war sein Eigentümer nach einigen Kontroversen gezwungen, das obere Stockwerk, das durch das Erdbeben beschädigt worden war, abreißen zu lassen, um der Anordnung des Bürgermeisters Folge zu leisten. Den damaligen Eigentümern wurden allerdings Räumlichkeiten gegenüber dem Palast als teilweise Entschädigung für den verfügten Abriss zugewiesen.

## Beschreibung
Der Palast hat einen rechteckigen Grundriss, der einen Innenhof mit einschließt; die Hauptfassade zeigt zum Corso Giuseppe Garibaldi, die Seitenfassade zur ‚‘Via Valentino‘‘. Das Gebäude hat drei Stockwerke: ein Erdgeschoss, in dem einige Ladengeschäfte untergebracht sind, ein Zwischengeschoss und ein Obergeschoss mit Wohnräumen. Im Erdgeschoss liegt an der Hauptfassade der Haupteingang, ein Steinportal, und symmetrisch dazu drei Türen auf jeder Seite, die die Zugänge zu den Ladenlokalen bieten. Jede Türe hat einen Rundbogen, der über der Türe das Fenster des Zwischengeschosses mit Gitter enthält und von glattem Bossenwerk umgeben ist, das den ersten Streifen kennzeichnet, in dem das Gebäude horizontal unterteilt ist. Der obere Streifen in glattem Putz, der vom unteren durch ein leichtes Gesims abgetrennt ist, wird durch eine Reihe von Lisenen mit ionischen Kapitellen unterteilt, die Räume zwischen den durch Steinkonsolen gestützten Balkonen mit schmiedeeisernen Geländern teilen. Die Fenstertüren der Balkone an beiden Fassaden sind mit Architraven versehen und mit Holzläden verschlossen. Der obere Teil des Gebäudes kulminiert in einem Architrav, der mit geometrischen Mustern verziert ist, und leichten Zinnen, unter denen das Traufgesims liegt. Das Ganze wird durch eine Brüstung abgeschlossen, die das Schindeldach schützt.